# Arrêts du 28 février 2002 relatifs à la définition de la faute inexcusable de l'employeur
Les arrêts du 28 février 2002 sont trente arrêts prononcés par la Cour de cassation française le 28 février 2002 par lesquels la Cour a donné une nouvelle définition de la faute inexcusable de l'employeur.
La Cour de cassation a retenu une conception globale et extensive de la faute inexcusable, permettant une indemnisation des préjudices subis par les victimes et leurs ayants droit plus proche de celle du droit commun de la responsabilité civile.

## Jurisprudence antérieure
Jusqu'en 2002, la jurisprudence applicable était celle qui avait été dégagée par un important arrêt des chambres réunies de la Cour de cassation en date du 15 juillet 1941. Cette jurisprudence a été constamment appliquée par les juridiction de première instance, d'appel et de cassation de 1941 à 2002.
Dans cet arrêt de 1941, la Cour de cassation indiquait :
« la faute inexcusable doit s'entendre d'une faute d'une gravité exceptionnelle dérivant d'un acte ou d'une omission volontaire, de la conscience du danger que devait en avoir son auteur, de l'absence de toute faute justificative et se distinguant de la faute intentionnelle par le défaut d'un élément intentionnel. »

## Jurisprudence applicable depuis 2002
Par le revirement du 28 février 2002, la chambre sociale de la Cour de cassation a statué sur 30 dossiers concernant des demandes d'indemnisation liées à des maladies professionnelles résultant de l'amiante, et a donné une nouvelle définition de la faute inexcusable :
« Mais attendu qu'en vertu du contrat de travail le liant à son salarié, l'employeur est tenu envers celui-ci d'une obligation de sécurité de résultat, notamment en ce qui concerne les maladies professionnelles contractées par ce salarié du fait des produits fabriqués ou utilisés par l'entreprise ; que le manquement à cette obligation a le caractère d'une faute inexcusable (...) lorsque l'employeur avait ou aurait dû avoir conscience du danger auquel était exposé le salarié, et qu'il n'a pas pris les mesures nécessaires pour l'en préserver ; »

## Extension de la jurisprudence
La définition rappelée ci-dessus avait été retenue pour les maladies professionnelles.
Elle a été ensuite étendue aux accidents du travail (Cass. soc., 11 avril 2002, pourvoi n°00-16.535) et confirmée par la deuxième chambre civile de la Cour de cassation qui traite habituellement de la protection sociale (Cass. 2e civ., 16 septembre 2003, pourvoi n°01-20.780).
Dans un arrêt d'assemblée plénière, la Cour de cassation a consacré la refondation de la définition de la faute inexcusable (arrêt Ass. plén., 24 juin 2005, pourvoi n°03-30.038).